# Вулиця Погулянка (Львів)
Ву́лиця Погу́лянка — вулиця у Личаківському районі міста Львова, у місцевості Погулянка. Початок вулиця бере від роздоріжжя вулиць Левицького і Вахнянина та прямує через парк «Погулянка» до перетину з вулицею Шафарика. Прилучаються вулиці: Вахнянина, Левицького, Пасічна, Вашингтона, Шафарика.

## Історія
Вулиця Погулянка є фактичним продовженням вулиці Левицького та сполучає останню з вулицею Пасічною. Свою назву вулиця отримала ще на початку XIX століття, завдяки тому, що розташований поблизу парк уже тоді був улюбленим місцем відпочинку львів'ян. 
Тоді ж само місцевість отримала назву «Погулянки», або ж «ліска Венґлінського», названого так на честь відомого львівського адвоката першої половини XIX століття — Францішека Венґлінського, який започаткував тут відпочинкову зону. Цю назву південно-західна частина парку, що прилучається до вулиці Зеленої, мала до початку другої світової війни.
На початку XX століття Погулянка дещо втратила свою колишню привабливість через появу промислових об'єктів і початком спекулятивної забудови околиць. Під час першої світової війни парк повністю здичавів, стежки позаростали, буковий ліс порубано на дрова.
Після встановлення радянського режиму, у 1940 році розпочато роботи по створенню міського парку культури та відпочинку «Погулянка». Плани з подальших робіт у парку обірвав початок війни. Поновилися роботи лише по закінченню війни. 1962 року розроблено проєкт лісопарку «Погулянка». 1989 року проведено роботи з асфальтування паркових доріжок, розроблено проект освітлення паркової алеї.
Щодо історичних пам'яток, розташованих в межах парку Погулянка можна рахувати колишній невеличкий костел вірменських черниць-бенедиктинок, споруджений у 1897 році на території колишнього хутору, розташованого у глибині парку. Нині храм належить парафії Матері Божої Неустанної Помочі УГКЦ. 

## Забудова
Забудова вулиці Погулянка — це здебільшого двоповерхова в стилі довоєнного конструктивізму. Декілька будинків внесено до реєстру пам'яток архітектури місцевого значення.
№ 1 — в будинку на початку XX століття мешкав Пйотр Мазур, промисловець, власник однієї зі львівських фабрик. Нині цієї адреси не існує.
№ 4а, 4б — житловий комплекс «Оберіг», що «виріс» на місці декількох старовинних вілл на початку 2010-х років. За цією адресою знаходилася вілла середини XIX століття, навпроти якої колись був будиночок для прислуги та заїзд для карет, які за Польщі мали №№ 4а, 4b, 4с, 4d. У віллі під № 4а до 1913 року мешкав Мечислав Дунін-Вонсович (1849—1913), доктор філософії, керівник курсу фармакогнозії Львівського університету, доцент кафедри товарознавства Львівської політехніки, міський хімік Львова до 1913 року, почесний член Галицького аптекарського товариства. Вілла під № 4d на початку XX століття належала Ґуставу Солтинському, де певний час мешкав секретар дирекції домен та лісів Віктор Геєр. За радянських часів це був дитячий будинок № 6, згодом, від 1970-х років — дитячий комбінат № 100, пізніше — дитячий садок, який ліквідовано на початку 2000-х років. Тривалий час будинок стояв пусткою, 2010 року будинок знесено. Таку ж саму долю мав і будинок під № 6.
№ 8 — вілла. Тут на початку XX століття мешкав Антоній Куницький, львівський будівничий, член львівського куркового товариства.
№ 11 — житловий будинок (конскр. № 1953), збудований у 1909 році. 
№ 13 — житловий будинок (конскр. № 1952), збудований у 1909 році для Пауліни Лісєвич.
№ 22 — вілла. Пам'ятка архітектури місцевого значення під охоронним № 2179-м.
№ 26 — у 1821 році тут знаходилася ресторація Йогана Дістля, а поруч був ставок, де можна було покататися на човні. Згодом у Погулянки з'являється новий власник — підприємець Ян Кляйн, котрий повністю розібрав старі будівлі та осушив ставок, а на утвореному майданчику 1848 року збудував броварню. Пиво, що варилось тут, тривалий час вважалось найкращим у Львові. Поруч з броварнею Кляйн відкрив ще й ресторацію, де кожен охочий міг скуштувати його пива та найсмачніших у місті курчат. Ще до початку XX століття броварня припинила своє існування, а за деякий час й ресторація. У 1948 році, на їхньому місці було зведено один з перших об'єктів радянської промисловості у Львові — виноробний завод «Укрвино», яке протягом другої половини XX століття було стабільним «середнячком» серед промислових підприємств радянського Львова. Львівський державний виноробний завод «Укрвино» випускав досить широкий спектр продукції на основі виноматеріалів, що надходили з усього колишнього СРСР. Наприкінці 1990-х років завод виробляв популярний вермут «Квіти Погулянки».
Із розпадом Радянського Союзу розпочалася тривала стагнація підприємства. Винзавод було частково розібрано та демонтовано протягом 1999—2003 років. Нині на місці колишнього заводу суцільна руїна. 8 жовтня 2017 року в одному з корпусів колишнього винзаводу сталася пожежа. Внаслідок пожежі вогнем знищено дах на площі 800 м² та дерев'яне перекриття на площі 300 м².
Наприкінці грудня 2023 року Львівська міська рада віддала в оренду на 10 років майже 5 га землі колишнього винзаводу на Погулянці фірмі ТзОВ «Аттельмаєр-інвест». Тут у парковій зоні третину всієї території планують віддати під рекреацію й громадську функцію. Зокрема, відомий довгий корпус винзаводу біля самого парку, збираються відреконструювати й адаптувати під спортивний комплекс із басейном. Також тут зведуть апарт-готель. Лінію електропередач опустять під землю, а на цьому місці збудують житло, яке буде примикати до існуючої житлової зони.
На одному з корпусів винзаводу збереглося декоративне панно «Добробут», створене у 1978 році художниками Григорієм Кічулою та Ярославом Шереметою і яке мерія Львова обіцяє зберегти з 2019 року. Панно залишається на цьому місці дотепер, незважаючи на те, що його збиралися перенести до музею. 
№ 26а — 1853 року поруч із ресторацією Кляйна запрацювала ще й цукерня Майсона, де можна було купити смачного морозива. Згодом цукерня переросла у фабрику штучного льоду Львівського акціонерного товариства броварів. Нині будинку під № 24 не існує, а про колишню фабрику льоду нагадують лише дві кам'яних колони, що залишилися від колишньої в'їзної брами. У 1950-х роках на місці приміщення фабрики збудовано двоповерховий житловий будинок барачного типу, котрий нині, як і завод стоїть пусткою.
№ 35 — в будинку у 1970-х роках мешкав видатний український поет, перекладач, художник, мистецтвознавець Григорій Чубай з родиною.
№ 43 — вілла. Внесена до реєстру пам'яток архітектури місцевого значення під охоронним № 2180-м.